# Солодухин, Леонтий Алексеевич
Леонтий Алексеевич Солодухин — советский хозяйственный, государственный и политический деятель.

## Биография
Родился в 1926 году на хуторе Имерицын. Член КПСС.
Окончил партийную школу при Краснодарском обкоме КПСС.
До 1946 — колхозник колхоза имени Крупской родного хутора, ученик токаря на заводе номер 16 в Казани, электромонтер, диспетчер, нормировщик цеха на заводе номер 297 Министерства вооружений СССР.
В 1946—1952 — заведующий оргинструкторским отделом Йошкар-Олинского горкома ВЛКСМ, секретарь узлового комитета ВЛКСМ станции Краснодар-1, второй, первый секретарь Первомайского райкома ВЛКСМ города Краснодара.
В 1952—1974 — инструктор Первомайского райкома КПСС, инструктор, заведующий отделом агитации и пропаганды, секретарь, первый секретарь Октябрьского райкома КПСС города Краснодара, секретарь Краснодарского горкома КПСС.
В 1974—1978 — заведующий отделом народного образования Краснодарского крайисполкома.
В 1978—1983 — секретарь Краснодарского крайкома КПСС.
В 1983—1991 — ректор Краснодарского государственного института культуры.
В 1991—2001 — профессор кафедры истории, советник ректора КГИК.
Жил в Краснодаре.

## Награды
- Орден Трудового Красного Знамени
- Орден Дружбы народов
- Орден Знак Почёта (дважды)